# Kościół poewangelicki w Kwieciszewie
Kościół poewangelicki w Kwieciszewie – nieużytkowany obecnie kościół należący dawniej do kwieciszewskiej parafii ewangelickiej, wchodzącej w skład superintendentury Mogilno Ewangelickiego Kościoła Unijnego.

## Historia
Budowę świątyni rozpoczęto w 1834 roku na miejscu zniszczonego w 1833 roku poprzedniego kościoła wzniesionego pod koniec XVIII wieku. Budowa kosztowała 12 000 marek. W dniu 19 sierpnia 1838 roku nowo wybudowany kościół w stylu neogotyckim został poświęcony przez biskupa superintendenta D. Frenmarka. Początkowo była to budowla halowa. Dopiero około 1910 roku została wzniesiona dzwonnica. W latach 1945–1960, po spaleniu przez Niemców kościoła katolickiego w Kwieciszewie, w dawnym kościele ewangelickim odprawiane były nabożeństwa katolickie. Po odbudowie świątyni katolickiej kościół poewangelicki pełnił funkcję magazynu. Obecnie świątynia znajduje się w gestii Starostwa Powiatowego w Mogilnie.

## Architektura
Kościół jest zwrócony prezbiterium w stronę południową. Jest to budowla murowana, wzniesiona z cegły, otynkowana. Składa się z krótkiego wielobocznie zamkniętego prezbiterium z niewielką zakrystią oraz szerokiej nawy prostokątnej z kwadratową czterokondygnacyjną wieżą, znajdującej się od strony północnej. Okna w prezbiterium i wieży są zamknięte półkoliście a także są ozdobione gzymsami nadokiennymi. Kościół nakryty jest dwuspadowym dachem, na wieży ostrosłupowym i pokrytym blachą.